# Gandrirojo
Gandrirojo is een bestuurslaag in het regentschap Rembang van de provincie Midden-Java, Indonesië. Gandrirojo telt 3495 inwoners (volkstelling 2010).